# Korsika im Altertum
Die Geschichte Korsikas im Altertum ist, obwohl die Insel nie als wohlhabend galt, von Kämpfen um die Vorherrschaft durch fremde Mächte geprägt. Eine erste Besiedlung der Insel ist für das 8. Jahrtausend v. Chr. nachgewiesen. Die Nachfolger der neolithischen Kulturen konnten ihre Traditionen zwar noch bis weit in die römische Herrschaftszeit aufrechterhalten, doch interessierten sich bereits vor den Römern Etrusker, Phönizier und Karthager, Griechen und nach ihnen Vandalen, Byzantiner und Sarazenen für die Insel. Für die größeren Reiche hatte Korsika vor allem als Stützpunkt im Mittelmeer strategische Bedeutung.
Im 6. Jahrhundert v. Chr. begann unter dem Einfluss der Karthager eine Verstädterung auf der Insel. Konnte der Versuch einer griechischen Kolonisation noch im selben Jahrhundert mit dem zentralen Element der Gründung der Stadt Alalia zunächst von den Karthagern verhindert werden, übernahmen zu Beginn des folgenden Jahrhundert die Etrusker die Kolonialisierung. Im 4. Jahrhundert v. Chr. gab es einen letzten griechischen Versuch, die Insel zu gräzisieren, doch scheiterten sie erneut. Von nun an rückte die Insel immer mehr ins Blickfeld Roms, das schon gegen Ende des 5. Jahrhunderts v. Chr. mit der Gründung einer eigenen Kolonie zunächst gescheitert war. Dennoch geriet Korsika immer mehr in die römische Einflusssphäre und ab 259 v. Chr. wurde sie schließlich erobert. Nach Sicilia wurde Korsika im Verbund mit Sardinien die zweite römische Provinz, Sardinia et Corsica. Einzig während der Bürgerkriege kam es auf Korsika zu Ereignissen von überregionaler Bedeutung; so war die Insel längere Zeit im Machtbereich und eine Operationsbasis von Sextus Pompeius. Mit dem Beginn der Kaiserzeit wurde Sardinia et Corsica eine senatorische Provinz, was ihre relative Bedeutungslosigkeit aufzeigt. Keine Legionen waren hier stationiert, äußere Feinde drohten nicht und auch die Versorgung der Stadt Rom hing nicht von der Insel ab.
Selbst die Reformen des Diokletian gegen Ende des 3. Jahrhunderts änderten nichts am korsischen Status. Erst im frühen 5. Jahrhundert eroberte mit den Westgoten erstmals eine fremde Macht seit mehr als 650 Jahren die Insel. Nachdem auch die Vandalen und Ostgoten kurzzeitig die Insel übernommen hatte, konnten in den 530er Jahren die Oströmer (Byzantiner) sie zurückgewinnen. 40 Jahre später besetzten die Langobarden strategisch wichtige Küstengebiete, das Innere blieb jedoch byzantinisch. Mittlerweile hatte sich die Kirche als der eigentliche Rückhalt der Bevölkerung etabliert. Bis weit ins Frühmittelalter war Korsika nun Spielball äußerer Mächte.

## Forschung
Die Korsika betreffende Quellenlage und ihre Erforschung sind spärlich und daher wissenschaftliche Veröffentlichungen über die Insel nur in geringer Zahl vorhanden. Das liegt zum einen an der untergeordneten Bedeutung Korsikas im Altertum, aber auch in späteren Epochen; zum anderen an einem auch in der Neuzeit nur sporadischen Interesse an der Insel, die oft lediglich als wirtschaftlich und kulturell unbedeutendes Anhängsel Italiens beziehungsweise Frankreichs betrachtet wurde. Bezeichnend für Interesse und Kenntnisstand ist, dass beispielsweise noch das 1965 in Deutschland erschienene Lexikon der Alten Welt keinen Artikel über Korsika enthielt, während es sich ausführlich anderen großen Mittelmeerinseln, namentlich Kreta, Sizilien und Sardinien, widmete.
Im 19. Jahrhundert wurde dem Schriftsteller Prosper Mérimée das Amt des obersten französischen Denkmalschützers („Inspecteur des monuments historiques de France“) übertragen, und er reiste nach Korsika, um die historischen Denkmäler der Insel zu erfassen. 1840 veröffentlichte er die Notes d’un voyage en Corse, in denen er seinen Kenntnisstand der korsischen Geschichte zusammenfasste. Die intensive Erforschung der Frühgeschichte Korsikas begann im 20. Jahrhundert durch Roger Grosjean, doch anders als im benachbarten Sardinien, das von italienischen Forschern besser erkundet und dokumentiert ist, befindet sich die Erforschung Korsikas, seiner Baudenkmäler und Archäologie noch immer im Anfangsstadium.
Zuletzt mussten einige lange gehegte Ansichten über eine nur zögerliche Romanisierung der westlich des italienischen Festlandes gelegenen Inseln relativiert werden. So stellte sich anhand von Forschungen auf Sardinien heraus, dass die Assimilation der Inselbevölkerung an die römische Kultur und Sprache, von der man annahm, sie habe lange Zeit nur die von den Griechen und Karthagern bewohnten Küstenbereiche betroffen, relativ früh auch das Inselinnere erreichte.

## Inselkunde und Benennung

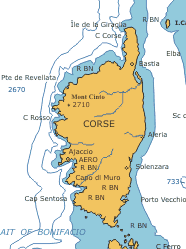
Flächenvergrößerung Korsikas (blau) durch den niedrigeren Meeresspiegel zur Zeit der Besiedlung der Insel aus Richtung Elba im Norden

In römischer Zeit nannte man die im Norden und Westen an Korsika grenzenden Gewässer auf Lateinisch Mare Ligusticum, die im Osten Mare Tyrrhenum und die im Süden zu Sardinien hin Fretum Gallicum. Die Lage zwischen dem italischen Festland im Osten, dem gallischen Festland im Norden und Sardinien im Süden machte Korsika zu einem strategisch wichtigen Punkt für die Beherrschung des westlichen Mittelmeers. Außerdem war die Insel als Umschlagplatz im mediterranen Handel von einer gewissen Bedeutung. Korsika wurde von Theophrastos von Eresos als stark bewaldet und gebirgig beschrieben. Für den Getreideanbau eignete sich nur eine begrenzte Fläche insbesondere an der Ostküste im Bereich der Stadt Aléria, aber die Insel lieferte neben Bauholz und Korn auch Rohstoffe wie Kupfer, Eisenerz, Silber, Blei, Pech, Wachs und Honig. Andere Produkte der Insel galten als wertlos, das Klima vor allem im Sommer als ungesund (Malaria) und alles in allem als rau und abweisend.
Die antike Bezeichnung der Insel als Kyrnos (Κύρνος) ist möglicherweise die griechische Fassung eines älteren korsischen Toponyms. Daneben nannten die Griechen die Insel auch Korsis (Κόρσις). In der Forschung wird eine Herkunft von kors-, was laut Eustathios von Epiphaneia „Baumkrone“ bedeutet, oder krsa („Kopf“) aus der Sprache der vorrömischen Korsen diskutiert. Eine andere Deutung ist, dass der Name auf den phönizischen Begriff korsai zurückgehe, was in etwa „mit Wäldern bedeckt“ bedeuten soll.

## Frühe Besiedlung

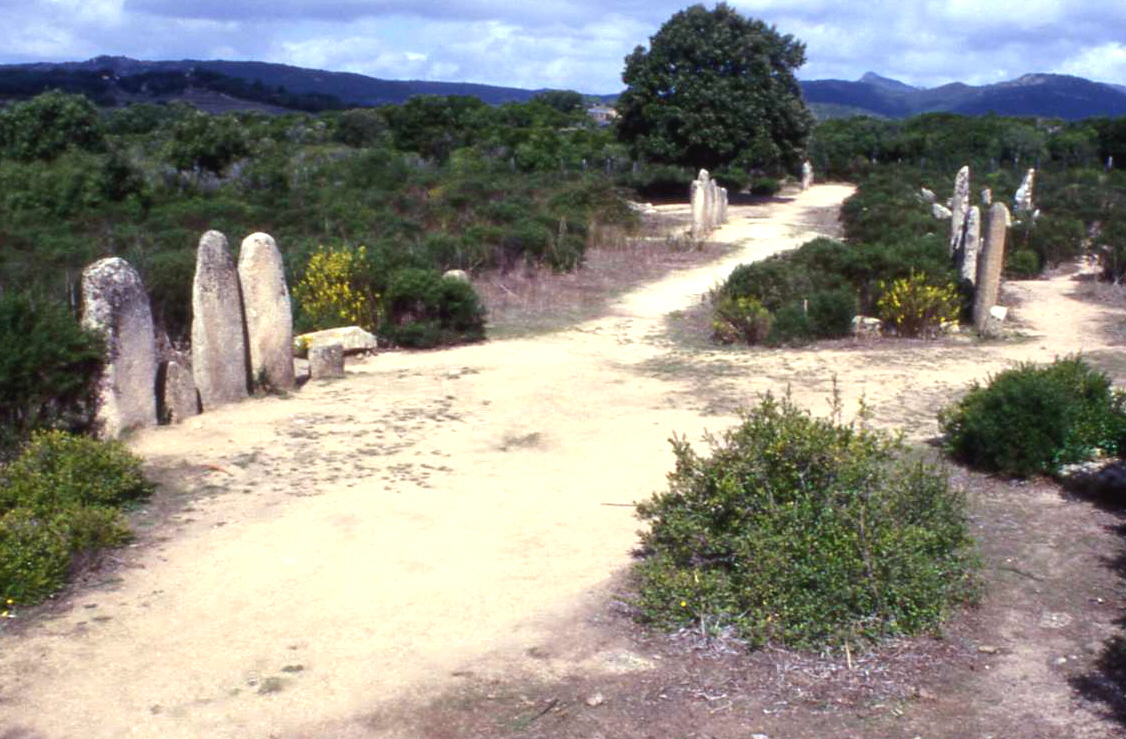
Die Steinreihen von Palaggiu auch als Campu dei Morti (Friedhof) bezeichnet

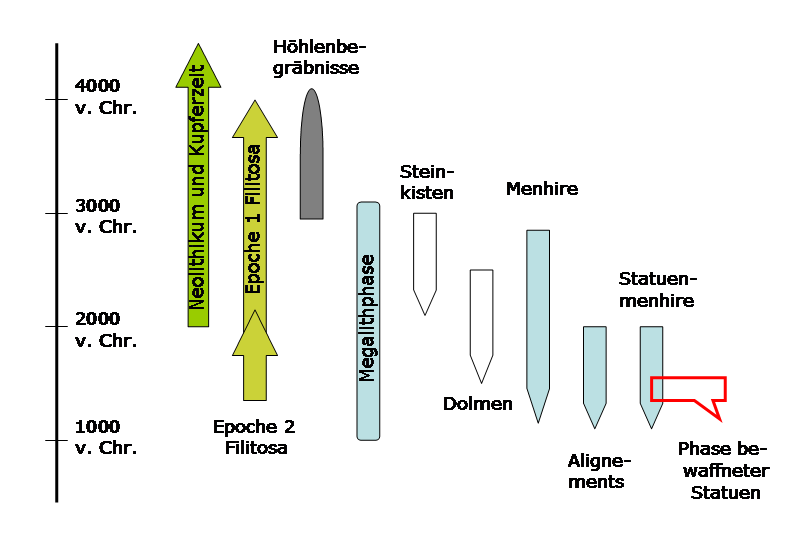
Zeitstellung korsischer Megalithen

Eine Besiedlung Korsikas ist seit dem 8. Jahrtausend v. Chr. dokumentiert. Die aus Ligurien stammende korsische Urbevölkerung, Jäger und Sammler, die über eine Landbrücke bei den heutigen Inseln Elba und Capraia einwanderten, wurde um 6000 v. Chr. von Zuwanderern der neolithischen Cardial- oder Impressokultur verdrängt. Für die ligurische Herkunft spricht beispielsweise der Name des Flusses Rotanos. Die Inselfläche war aufgrund des würmeiszeitlichen Niedrigwassers (etwa 100 m tieferer Meeresspiegel als heute) größer, und somit lag Korsika näher am Festland und war bis etwa 5000 v. Chr. über eine Landbrücke mit Sardinien verbunden.
Im Süden Korsikas entwickelte sich um 3000 v. Chr. eine mehrphasige Megalithkultur (Filitosa). In neolithischer Zeit sind Kontakte zu Sardinien, Etrurien und Ligurien belegt. Terrina bei Aléria gilt als Zeugnis des Höhepunkts des Aeneolithikums. Zu dieser Zeit (um 1600 v. Chr.) entstand auf Korsika die Torre-Kultur, die durch Dolmen, Menhire und Statuenmenhire überliefert ist. Wie im Inneren der Iberischen Halbinsel, auf den Balearen, Sardinien und Malta herrschte die Megalithkultur auf Korsika noch bis in eine Zeit, in der in anderen Teilen Europas schon die Metallzeit eingesetzt hatte.
In der Bronzezeit entstanden auf Korsika befestigte Siedlungen sowie Torren genannte runde Türme. Kulturelle Kontakte wurden vor allem nach Sardinien und zum italienischen Festland gepflegt. Trotz der Kontakte führte die Entwicklung in der Eisenzeit nicht zur Verstädterung. Erste feste Siedlungen entstanden erst im 9. Jahrhundert v. Chr. (Capula, Cuccuruzzu, Modria und Araguina-Sennola bei Bonifacio).
Laut Diodor lebten die Bewohner der Insel vor allem als Hirten. Das Innere der Insel konnte sich seine Unabhängigkeit bis in römische Zeit mehr oder weniger erhalten. So fanden sich noch in dieser Sitten wie das Männerkindbett, das die Ablenkung böser Geister bewirken sollte.

## Griechen, Etrusker und Karthager
Eine Verstädterung begann auf Korsika erst mit der Ansiedlung von Karthagern um 565 v. Chr. Herodot zählte die Korsen zu den Söldnern der Karthager. Um 545 v. Chr. verließen griechische Siedler aus Phokaia in Kleinasien wegen der Belagerung durch die Perser unter Harpagos ihre Heimat und gründeten an der Ostküste Korsikas die Stadt Alalia (Aléria). Wohl schon einige Zeit zuvor hatten Siedler aus derselben griechischen Stadt dort einen Handelsstützpunkt, möglicherweise schon eine Kolonie unterhalten, was den Etruskern so nah an ihrem Territorium auf dem italischen Festland missfiel. Da die phokäischen Griechen sowohl als Händler wie auch als Piraten den Handel und die Wirtschaftsmacht der Etrusker und Karthager im Gebiet von Südfrankreich, Sardinien und Etrurien nachhaltig störten und sogar das italische Festland attackierten, rüsteten sich die beiden Großmächte des westlichen Mittelmeerraumes, Etrusker unter der Führung der Stadt Caere und die Karthager, die sich in ihrer Hegemonie bedroht sahen, zum Gegenschlag. 537 oder 535 v. Chr. starteten die Phönizier einen Angriff. Die Niederlage oder erhebliche Schwächung der Griechen in der Seeschlacht bei Alalia veranlasste sie, sich nach Elea, ihre um 540 v. Chr. in Kampanien gegründeten Tochterstadt, zurückzuziehen, in der später eine der bedeutendsten Philosophenschule, die der Eleaten, entstand. Von nun an gehörte Sardinien zum Herrschaftsbereich der Karthager, Korsika zu dem der Etrusker. Die Kolonisation der Griechen im westlichen Mittelmeer kam mit dem Verlust Alalias zum Erliegen. Diodor nannte Teer, Wachs und Honig als Tributgaben der Korsen an die Etrusker.
Anfang des 6. Jahrhunderts v. Chr. wurde Alalia etruskisiert. Dazu wurde möglicherweise eine Militärexpedition unter der Führung des Tarquinianers Velthus Spurinna ausgesandt. Zu Beginn des 4. Jahrhunderts war Korsika letztmals Ziel einer griechischen Expedition, als der Tyrann Dionysios I. von Syrakus die Insel überfiel. An ihrer Südspitze, möglicherweise bei Porto-Vecchio, konnten sich Truppen aus Syrakus für einige Zeit festsetzen.
Auch Rom interessierte sich schon früh für die Insel. Ein erster Versuch einer römischen Stadtgründung auf Korsika (um 425 v. Chr.) scheiterte noch. Doch wurde die Insel, so im Jahr 296 v. Chr. im Fall des Galerius Torquatus, bereits als Exil für verbannte Römer genutzt.

## Römische Republik

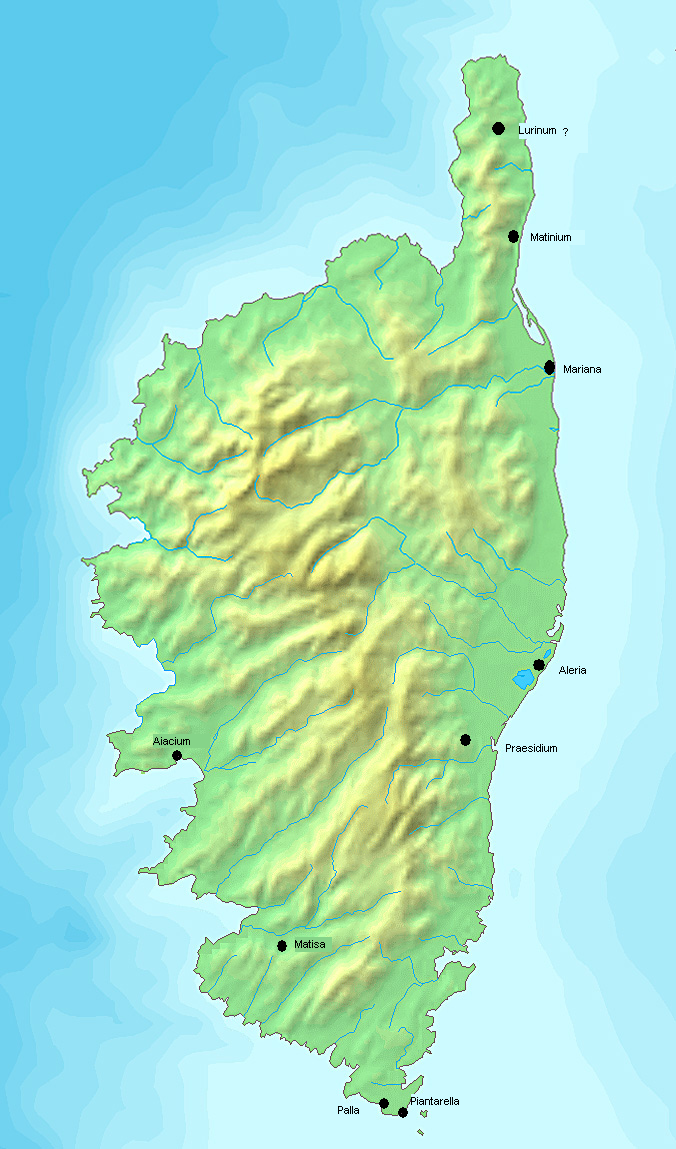
Corsica in römischer Zeit. Aléria war die größte und bedeutendste Stadt.

Die römische Eroberung Korsikas begann 259 v. Chr., als Lucius Cornelius Scipio im Zuge des Ersten Punischen Krieges Alalia (Aléria) und mehrere korsische Stämme unterwarf. Der römische Übergriff auf die Insel bedeutete die Ausweitung des Krieges vom Schauplatz Sizilien auf den ganzen westlichen Mittelmeerraum. Im Friedensvertrag zwischen Rom und den unterlegenen Karthagern war nicht die Rede davon, dass Korsika und Sardinien in die Einflusssphäre Roms fallen sollten. Doch da die von einem Söldneraufstand geschwächten Karthager keine Möglichkeit zur Reaktion hatten – und sich die Unruhen auch auf die karthagische Insel Sardinien ausdehnten –, verleibten sich die Römer beide Inseln ein. Es ist nicht geklärt, ob dies schon im Jahr 241 v. Chr. begann, doch ist sicher, dass 238/37 v. Chr. der Konsul Tiberius Sempronius Gracchus Roms Herrschaft zumindest formal über ganz Korsika und Sardinien erweiterte.
Beide Inseln wurden unter römischer Herrschaft zunächst zu einem Militärbezirk vereint und durch eine Militärregierung verwaltet. Ein Aufstand im Jahr 231 v. Chr. wurde von Papirius Maso niedergeschlagen, wofür er den ersten Triumph in monte Albano erhielt. 227 v. Chr. wurden beide Inseln zur Kolonie Sardinia et Corsica zusammengefasst. Diese sollte dem italischen Festland nicht zuletzt als Schutzschild vor Angriffen von Westen her dienen. Sardinia et Corsica sowie Sicilia waren die ersten Provinzen, die das Römische Reich einrichtete. Dadurch wandelte sich Rom von einem Stadtstaat zu einer Großmacht.
Anders als bei ihrer Expansion in Italien schlossen die Römer die drei großen Inseln nicht ihrem Bundesgenossensystem an, sondern setzten einen Vizegouverneur mit zivilen und militärischen Rechten im Range eines Prätors ein. Zur Verwaltung der beiden neuen Kolonien wurden eigens zwei Prätorenposten geschaffen, die das römische Staatssystem bis dahin nicht vorsah. Ursprünglich war eine Militärregierung nur für die Kriegszeiten auf Korsika eingesetzt gewesen, doch für die neue Verwaltungsform der Kolonie wurde die Militärverwaltung, die zugleich die zivile Verwaltung übernahm, nun zur Dauereinrichtung. Der Verwalter der Provinz hatte seinen Amtssitz im sardischen Cagliari. Erster Statthalter wurde Marcus Valerius Laevinus. Die Einrichtung der Provinz wurde gegen den Wunsch der einheimischen Bevölkerung durchgesetzt, die sich ihre Eigenständigkeit gegenüber Griechen und Karthagern stets hatte bewahren können und nun auch die römische Herrschaft ablehnte. Mehrmals kam es zu Aufständen, und die endgültige Eroberung des Inselinnern erforderte noch erhebliche Anstrengungen Roms.
Die erste römische Kolonie auf Korsika, Colonia Mariana, gründete Gaius Marius um 104 v. Chr., weitere Kolonien folgten im Laufe des ersten vorchristlichen Jahrhunderts. Marius gründete die Kolonie im Nordosten der Insel im Siedlungsgebiet des Stammes der Vanacini. Zwischen Dezember 82 und 1. Januar 80 v. Chr. siedelte Sulla ebenfalls Kolonisten auf der Insel an. Seine Kolonie wurde in Alaia (Aléria) gegründet und hieß Colonia Veneria Alaria.

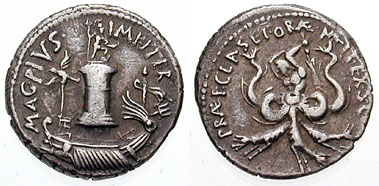
Denarius des Sextus Pompeius, geprägt anlässlich seines Sieges über die Flotte Octavians 37 v. Chr. in der Seeschlacht von Messina. Auf der Vorderseite ist der Pharus von Messina abgebildet, auf der Rückseite das Monster Scylla, das Octavian besiegt haben soll.

Während der Römischen Bürgerkriege gehörte Korsika zunächst zum Machtbereich des Gnaeus Pompeius Magnus, schloss sich dann aber Gaius Iulius Caesar an. Zwischen 40 und 38 v. Chr. besetzten Sextus Pompeius, der Sohn des Gnaeus Pompeius Magnus, und sein Legat Menas die Insel und suchten von hier aus Sardinien und Sizilien sowie das italische Festland mit einer großen Piratenflotte heim. Neben den drei Triumviren wurde Sextus zum vierten bedeutenden Faktor im Kampf um die Nachfolge Caesars. Seine Flotte, die zu einem Großteil aus Tausenden geflohenen Sklaven bestand und auch auf Korsika mehrere Stützpunkte unterhielt, beeinträchtigte die Getreideversorgung Roms, sodass Octavian, da es ihm zu dieser Zeit nicht möglich war, gegen Pompeius zu bestehen, Zugeständnisse machen musste. Im Vertrag von Misenum (39 v. Chr.) wurden die drei Inseln Korsika, Sardinien und Sizilien Pompeius zugesprochen und ihm zudem Achaia in Aussicht gestellt, dafür verzichtete er auf die weitere Blockade des Festlandes und verhielt sich bei Konflikten zwischen Marcus Antonius und Octavian neutral. Doch fand sich Octavian nicht mit dem Verlust der eigentlich ihm zustehenden Gebiete ab und sorgte dafür, dass ihm Korsika und Sardinien durch von ihm initiierten Verrat wieder in die Hände fielen. Daraufhin entbrannten die Kämpfe mit Pompeius 38 v. Chr. von neuem, und dieser blockierte abermals das italische Festland, was dort zur Hungersnot führte. Erst später im selben Jahr verfügte Octavian über eine so starke Flotte, dass er Pompeius militärisch die Stirn bieten konnte und Herr der Lage wurde. Korsika blieb nun bis zur Neuordnung der Provinzen im Jahr 27 v. Chr. im Privatbesitz Octavians.
Die Römer bauten auf der Insel nur eine befestigte Straße, die sich an der Ostküste entlangzog und im Süden von Piantarella über das Hauptquartier Praetorium und Aléria bis nach Mariana reichte.

## Römische Kaiserzeit
Bei der Neuordnung des Reiches wurde Sardinia et Corsica eine senatorische Provinz. Verwaltet wurde sie von einem Prokonsul im Range eines Prätors. Im Jahr 6 n. Chr. wurde die eigenständige Provinz Corsica konstituiert, als Kaiser Augustus Octavian die Insel Sardinien, auf der eine Bürgermiliz unter Waffen stand, zu seinen Provinzen schlug. Auch nach der Rückgabe Sardiniens an den Senat im Jahr 67 n. Chr. wurde die Trennung aufrechterhalten. Offenbar seit dem Jahr 69 wurde Sardinien von einem Procurator verwaltet.
Nach Entwürfen Caesars war Aléria unter Octavian zwischen 36 und 27 v. Chr. neu errichtet worden und hieß von nun an Colonia Veneria Iulia Pacensis Restituta Tertianorum Aleria. Seit der Einrichtung Korsikas als selbstständige Provinz war die Stadt Sitz des Legatus Augusti. Aléria wurde ein wichtiger Flottenstützpunkt. In ihrer Blütezeit sollen in der Stadt rund 20.000 Menschen gelebt haben, Spuren der römischen Besiedlung finden sich beispielsweise noch in Resten eines Amphitheaters.

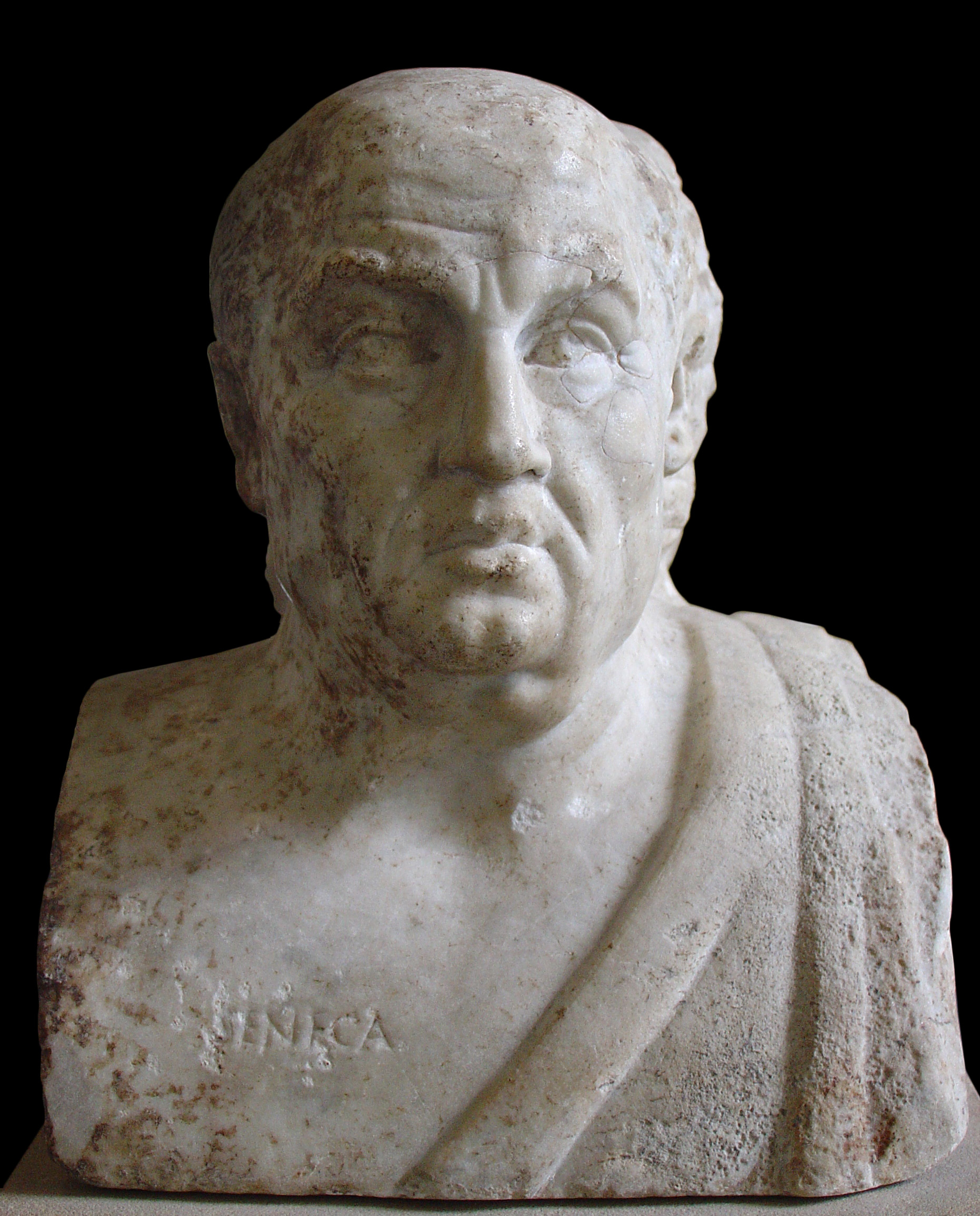
Porträt des Seneca mit Beischrift auf einer Doppelherme (Antikensammlung, Berlin)

Seneca, der wohl bekannteste nach Korsika verbannte Römer, wurde auf Betreiben Messalinas 41 des Ehebruchs angeklagt und von Claudius auf die Insel relegiert, wo er acht eher trostlose Jahre verbrachte.
Im Vierkaiserjahr 69 n. Chr. hielt die Insel zu Otho. Der Prokurator Korsikas, Decumus Pacarius, ein Gegner Othos, versuchte, sich mitsamt der zur Insel gehörenden Flotte und den römischen Honoratioren auf die Seite des Vitellius zu schlagen. Doch traf er auf Widerstand, den er mit der Hinrichtung des Trierarchen der Liburnerschiffe, Claudius Pyrrichus, und des Ritters Quintius Certus zu brechen versuchte. Daraufhin leisteten die Korsen, wenn auch widerwillig, den Eid auf Vitellius. Doch als Decumus Pacarius mit der Aushebung von Soldaten begann, kam es zur Rebellion, die ihn und viele seiner Anhänger das Leben kostete. Eine Auswirkung auf den Lauf des Bürgerkrieges hatte all dies nicht. Otho, Vitellius und dann Vespasian reagierten weder auf Decumus Pacarius’ Verrat noch auf dessen Ermordung.
Aus den folgenden 200 Jahren sind nahezu keine Zeugnisse von der Insel überliefert. Es war offenbar eine der friedvollsten und wirtschaftlich erfolgreichsten Epochen der korsischen Geschichte. Möglicherweise wurde Korsika seit 73 n. Chr. wieder von kaiserlichen Beamten verwaltet. Unter Trajan (98–117) wurde die Provinz wieder dem Senat zur Verwaltung übergeben und von einem Prokonsul regiert. Unter Commodus (176–192) oder möglicherweise auch erst unter Septimius Severus (193–211) wurde Korsika erneut kaiserliche Provinz, die von einem Procurator Augusti et praefectus verwaltet wurde.
Noch heute finden sich über die Insel verstreut Reste aus der Römerzeit, etwa von Thermen in Pietrapola, Guagno-les-Bains und Urbalacone.

## Spätantike, Reichsteilung und Christianisierung
Bei der Neuordnung der Provinzen durch Diokletian Ende des 3. Jahrhunderts blieb der Status Korsikas unangetastet. Es wurde von einem Praeses verwaltet und der Diözese Italia Suburbicaria zugeschlagen. Wie im gesamten Römischen Reich nahm der Steuerdruck in dieser Zeit zu, und wie in andere Reichsteilen fielen auch auf Korsika neue Bevölkerungsgruppen ein. Diese Einfälle bewirkten, dass nach der Reichsteilung von 395 die weströmische Zentralgewalt die Insel aufgab.
Im Jahr 410 eroberten die Westgoten die Insel und um 455 die Vandalen unter ihrem König Geiserich, der Korsika als Stützpunkt nutzte, um alljährlich das italienische Festland zu plündern. Außerdem wurde Korsika, das anders als das nordafrikanische Vandalenreich von einem Vandalen und nicht von einem römischen Beamten verwaltet wurde, neben Sardinien und Sizilien dazu genutzt, das vandalische Nordafrika vor Angriffen aus dem Norden zu schützen.
Im Jahr 500 eroberten kurzzeitig die Ostgoten Korsika. 536 konnten oströmische Truppen von Kaiser Justinian I. unter dem Befehl Cyrils, eines Offiziers Belisars, in einem mehrjährigen Feldzug im westlichen Mittelmeer, der auf die Rückeroberung Nordafrikas von den Vandalen zielte, Korsika, Sardinien und die Balearen für das Byzantinische Reich (Ostrom) gewinnen. Die andernorts rege Bautätigkeit des Kaisers hinterließ auf Korsika keine Spuren. 575 landeten die Langobarden auf der Insel und besetzten mehrere strategisch wichtige Küstenplätze. Das Landesinnere blieb in byzantinischer Hand.
Steuerdruck und Invasionen erschütterten das Inselleben zutiefst und sorgten für den wirtschaftlichen und institutionellen Niedergang. Die einzige Klammer, die die Inselbevölkerung zusammenhielt, war die bereits stark verankerte christliche Kirche. Ein neues Kapitel der Inselgeschichte wurde dann auch von kirchlicher Seite aufgeschlagen. Papst Gregor I. reklamierte Korsika während seines Pontifikats (590–604) als Missionsgebiet. In seinem Auftrag wurde der christliche Glaube in der Bevölkerung vertieft, die Kirchenorganisation erneuert und das kanonische Recht eingeführt. Seit langem vakante Bischofssitze wurden dauerhaft neu besetzt und eine Verwaltung aufgebaut, die teilweise auch ins Inselinnere vordrang. Wo die zerfallende byzantinische Herrschaft die sozialen Gegensätze verschärfte, wurde die Kirche zum ausgleichenden stabilisierenden Faktor, und die Bischöfe wurden zu anerkannten Oberhäuptern der lokalen Bevölkerung.

## Übergang zum Mittelalter
Noch in der Endphase des Bestehens des Weströmischen Reiches begannen im 5. Jahrhundert Kämpfe zwischen Vandalen und Goten um den Besitz der Insel, aus denen der Vandalenkönig Geiserich als Sieger hervorging. Nach der Eroberung Italiens durch das Oströmische Reich (Byzanz) wurde Korsika 536 Teil des zu diesem gehörenden Exarchats von Karthago. In den folgenden Jahrhunderten war die Insel unter den Regionalmächten umstritten, doch gelang es Byzantinern, Langobarden, Sarazenen, Franken, den Markgrafen von Tuszien (Toskana, ab 828) und den Seerepubliken Pisa (ab circa 1050) und Genua (1284 bis 1769) meist nur, sich an den Küsten der Insel festzusetzen. Vor allem die Überfälle nordafrikanischer Piraten führten dazu, dass sich ein Großteil der Bevölkerung Korsikas ins Binnenland zurückzog und die Insel allmählich verarmte. Mit der Zeit bildete sich ein Feudalsystem. Diese Epoche ist abgesehen von den viel später verfassten und mit Legenden durchsetzten Chroniken des Giovanni della Grossa (1388–1464) nahezu ohne überlieferte Quellen geblieben. Zudem festigte die katholische Kirche ihre politische Autorität, und die Präsenz von Tusziern, Pisanern und Genuesen stärkte die italienische Prägung der Insel über die Jahrhunderte bis zur Neuzeit.